# James Stannard
James Stannard (* 21. Februar 1983) ist ein australischer Rugby-Union-Spieler. Er kann sowohl als Gedrängehalb, als auch auf der Position des Verbindungshalbs eingesetzt werden. Derzeit spielt er bei den Western Force in der Super Rugby.
Stannard ist ein ehemaliger Siebener-Rugby-Spieler und wurde zum australischen 7er-Rugby-Spieler des Jahres 2010 ernannt.